# Catocala digressa
Catocala digressa är en fjärilsart som beskrevs av Thierry-mieg 1889. Catocala digressa ingår i släktet Catocala och familjen nattflyn. Inga underarter finns listade i Catalogue of Life.